# شارلیک (باشقیرستان)
شارلیک (انگلیسی: Sharlyk, Republic of Bashkortostan) یک شهرک در شهرستان بلاگووارسکی باشقیرستان کشور روسیه است.